# Stazione di Mandras
La stazione di Mandras era una fermata ferroviaria situata nel territorio comunale di Berchidda, lungo la ferrovia Cagliari-Golfo Aranci.

## Storia
La stazione nacque a inizio anni sessanta ad opera delle Ferrovie dello Stato, che decisero di costruire un nuovo impianto lungo la Dorsale Sarda in aperta campagna a sud-est di Berchidda, con finalità prevalenti di servizio (incrocio di treni), sebbene nei primi decenni di attività fu impiegato anche per il servizio viaggiatori.
Lo scalo di Mandras, che trae il nome dall'omonimo nuraghe situato nei paraggi, fu meta di un ridotto traffico di treni viaggiatori (in media tre corse giornaliere in direzione Golfo Aranci e due in direzione Cagliari al giorno effettuarono sosta nella stazione dal 1961 al 1969), con un lieve incremento del numero delle corse negli anni settanta.
L'impianto venne disabilitato al servizio viaggiatori tra la fine del decennio e i primi anni ottanta, e continuò ad essere impiegato come posto di precedenze e per altre finalità di servizio. 
Nel 2001 la stazione passò sotto la gestione di Rete Ferroviaria Italiana, società controllata dalle FS: sotto questa amministrazione l'impianto venne trasformato in fermata nel 2006, con la dismissione del binario di incrocio di cui era dotata. Infine nel 2015 la fermata di Mandras, che era rimasta attiva come località di servizio, fu definitivamente dismessa a partire dal 24 marzo di quell'anno.

## Strutture e impianti
Al momento della sua dismissione lo scalo di Mandras si presentava in configurazione di fermata: dal 2006 nello scalo permane infatti il solo binario di corsa, a scartamento ordinario (1435 mm). Prima della trasformazione in fermata l'impianto era dotato di un secondo binario di tipo passante a nord del precedente, che permane nell'area dello scalo sebbene isolato dal binario uno dopo la rimozione dei deviatoi di collegamento.
A sud del binario di corsa si trovano gli edifici dell'impianto, tra cui il fabbricato viaggiatori, costruzione a pianta rettangolare su un singolo piano di sviluppo e tre luci di apertura, con ai lati un piccolo deposito ed un locale che ospitava i servizi igienici.

## Movimento
Durante il periodo in cui fu attivo per il servizio viaggiatori, lo scalo fu servito dai treni delle Ferrovie dello Stato in esercizio sulla Cagliari-Golfo Aranci.

## Servizi
Nell'impianto è presente una banchina attigua al binario uno, in uso all'epoca in cui nello scalo era effettuato il servizio viaggiatori.
Con lo scalo in attività erano disponibili al pubblico dei servizi igienici, situati in un piccolo fabbricato a fianco di quello viaggiatori.
- Servizi igienici